# 労働者階級戦闘団
労働者階級戦闘団（ろうどうしゃかいきゅうせんとうだん、ドイツ語: Kampfgruppen der Arbeiterklasse, KdA）は、ドイツ民主共和国（東ドイツ）に存在した準軍事組織である。単に「戦闘団(Kampfgruppen, KG)」と呼ばれる事もあった。東西分裂後の1953年に設立され、1990年のドイツ再統一に伴って解散した。最盛期にはおよそ400,000人もの人員が所属していた。

## 歴史

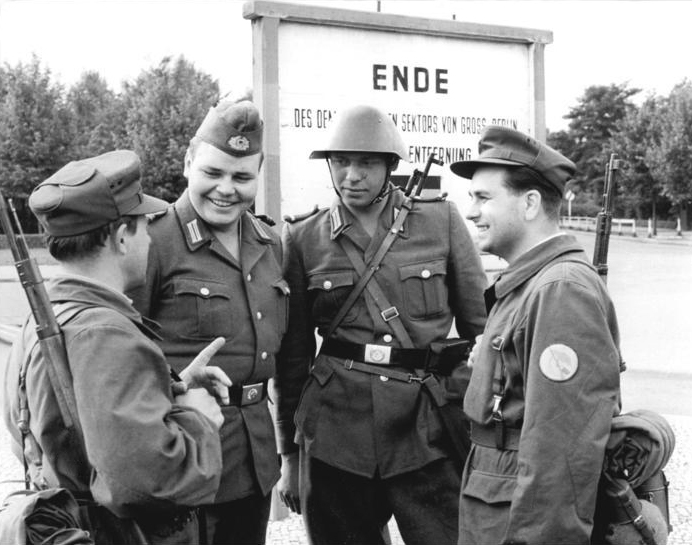
国境線近くで会話を交わす国家人民軍地上軍の兵士（右から二人目のヘルメット姿）、警察官（右から三人目の略帽姿）、KdA隊員（両端）。地上軍兵士はSKSカービンで、またKdA隊員らはドイツ国防軍以来のKar98k小銃で武装している。（1961年）

1953年6月16日の東ベルリン暴動を受け、ドイツ社会主義統一党（SED）では、更なる暴動を阻止するべく、労働者の中に党の支配を行き渡らせる様々な政策を考案した。政治的に信頼しうる労働者による党指導下の民兵編成もまたその一環で、この民兵組織には労働者階級戦闘団（Kampfgruppen der Arbeiterklasse、KdA）という名称が与えられた。モデルとなったのは、チェコスロバキア共産党の権力掌握に貢献した人民民兵団であり、東ドイツにおいて同等の役割を果たす事が期待された。9月29日より正式に編成が始まったが、その存在が初めて公表されたのは、1954年5月1日のメーデー記念式典におけるパレードであった。
1957年にはKdA指導者中央学校がシュマーヴィッツに設置された。KdAの機関紙『Der Kämpfer（闘士）』は、SEDの機関紙と共にノイエス・ドイチュラント出版社によって月刊で発行されていた。
KdAの活動として最もよく知られているのは、1961年夏から秋にかけて行われたベルリンの壁建設工事であろう。最も練度が高く、また政治的に信頼されていたザクセン州のKdAがテューリンゲンから東ベルリンにかけての建設作業及び市街警備に参加した。この作業には東ドイツにおける全軍事組織の20%が参加し、KdAからは8,000人以上が参加した。しかし、士気や政治的信頼性が共に高かったにもかかわらず、壁における6週間の勤務期間の最中に、8人のKdA隊員が西側へ脱走している。
1980年代後半、SEDが政治的影響力を喪失する中でKdAの存在意義もまた失われていった。1989年末にライプツィヒのニコライ教会にて行われた反体制抗議活動（月曜デモ）の参加者にはKdA隊員の姿も多く、一部はデモ行進にも参加した。その後、1989年11月9日のベルリンの壁崩壊を受け、東ドイツの崩壊は決定的なものとなった。1989年12月、人民議会にてKdAの解散が正式に決定し、12月中に国家人民軍と共に武装解除が行われた。1990年5月の解散時、KdAに所属する隊員は189,370人だったという。

### 海外援助
KdAは東ドイツによるアフリカ諸国への軍事支援に関与していたと指摘されている。1980年5月23日にブラザヴィル放送が報じたところによれば、KdA代表団がコンゴ人民共和国（現在のコンゴ共和国）首都ブラザヴィルを訪問し、コンゴ人の民兵らに東独の手法で訓練を施した上で装備等を供給したとされる。

## 命令系統・組織

KdA35周年記念切手

非常勤の予備兵力という性質はアメリカの州兵やイギリスの国防義勇軍に類似していたが、これらの組織に比べKdAはSEDによる厳格な統制下に置かれていた。
KdAはSED中央委員会(Zentralkomitee, ZK)によって指揮・指導されていた為、SEDの軍事部門、すなわち「党の軍隊」としての側面もあった。KdAに対する命令および決定は中央委員会政治局が司っていた。中央委員会政治局は安全保障委員会(Sicherheitskommission)を通じて国家人民軍などドイツ民主共和国における全軍事部門の監査も担っていた。
編成は企業、工場、官公庁などの職場を1つの部隊単位として行われ、SED地方支部が監督した。通常は職場が設置されている地域でのみ活動したが、自動車化地区予備大隊など地域を越えての活動を担う部隊も一部存在していた。また大規模な工場などでは、KdAに加えて警備などを目的とする100人程度の戦闘団を独自に編成することもあった。KdAは軍の歩兵に似た訓練や編成が行われており、有事には後方保安活動などを担い国家人民軍および人民警察を援護する責務があった。

## 隊員資格
1989年の段階で、KdA隊員はおよそ21万人を数え、常時およそ187,000人が勤務に当っていた。年齢制限は25歳から60歳と定められていた。形式上は志願入隊制を取っていたが、SED党員は志願が義務化されていた上、非党員であっても労働組合に相当する自由ドイツ労働総同盟(Freier Deutscher Gewerkschaftsbund, FDGB)によって志願が強く推奨されていた。衛生及び輜重の部門では女性隊員も盛んに採用された。
ただし、ドイツ赤十字社や民間防衛隊(Zivilverteidigung, ZV)などとの兼任は禁じられていた。学校などの教育施設でもKdAは編成されず、教員はスポーツ技術協会(Gesellschaft für Sport und Technik, GST)に所属し、青少年に技能訓練を施すものとされた。

### 宣誓
KdA隊員は入隊に際し次のような忠誠宣誓を行った。
我は労働者階級戦闘団員としてドイツ民主共和国及びその社会主義の成果を防衛するべく、自らの命を賭して党の命令を遂行することをここに誓う。

## 訓練及び装備

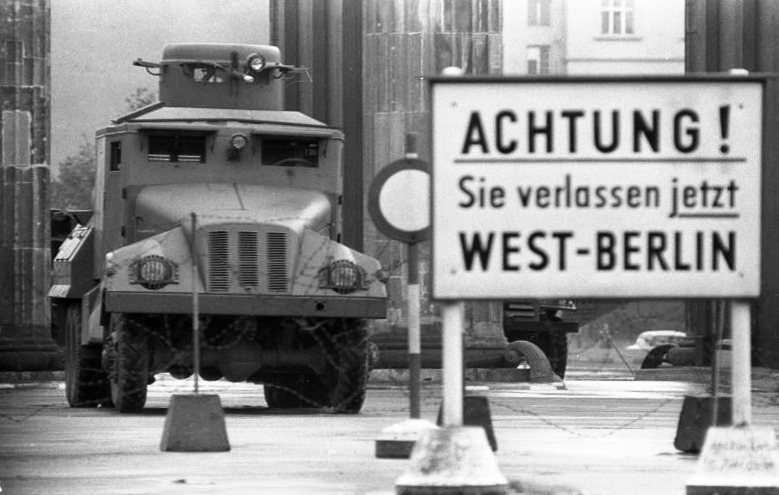
ベルリンの壁建築現場を警備するSK-2放水車。手前の警告板は、西ベルリンがここまでと記されている

国際的に軍の兵力総数の一部として数えられる事を防ぐ為、KdAはドイツ人民警察の元で訓練を受けた。KdAは基本的に非常勤の予備戦力として運用されており、隊員は週末など市民生活の空き時間を軍事訓練に充てていた。訓練時間は毎年136時間が義務付けられており、年に一度は訓練の一環として野戦訓練キャンプも開催された。常設の駐屯地などが設置されていなかった事もあり、KdAは国家人民軍よりも大幅に低コストな国内戦力として運用された。
KdAの有する兵器は、地上軍や在独ソ連軍、あるいは人民警察から払い下げられたものがほとんどだった。SK-1装甲車、SK-2放水車、82mm迫撃砲、76mm対戦車砲、23mm及び37mm高射砲などがこれに当る。また小火器も編成当初は第二次世界大戦後に余剰となった旧式のソ連製火器及び旧軍から接収されたドイツ製兵器が主であった。1950年代から1960年代にかけてはモーゼルK98、モシン・ナガン、PPSh-41などを手にしたKdA隊員の姿がよく見られたが、徐々にAK-47など新式のソ連製兵器で更新されていった。そのほか、人民警察と同様の対暴動装備も有していた。

## 制服・階級章など

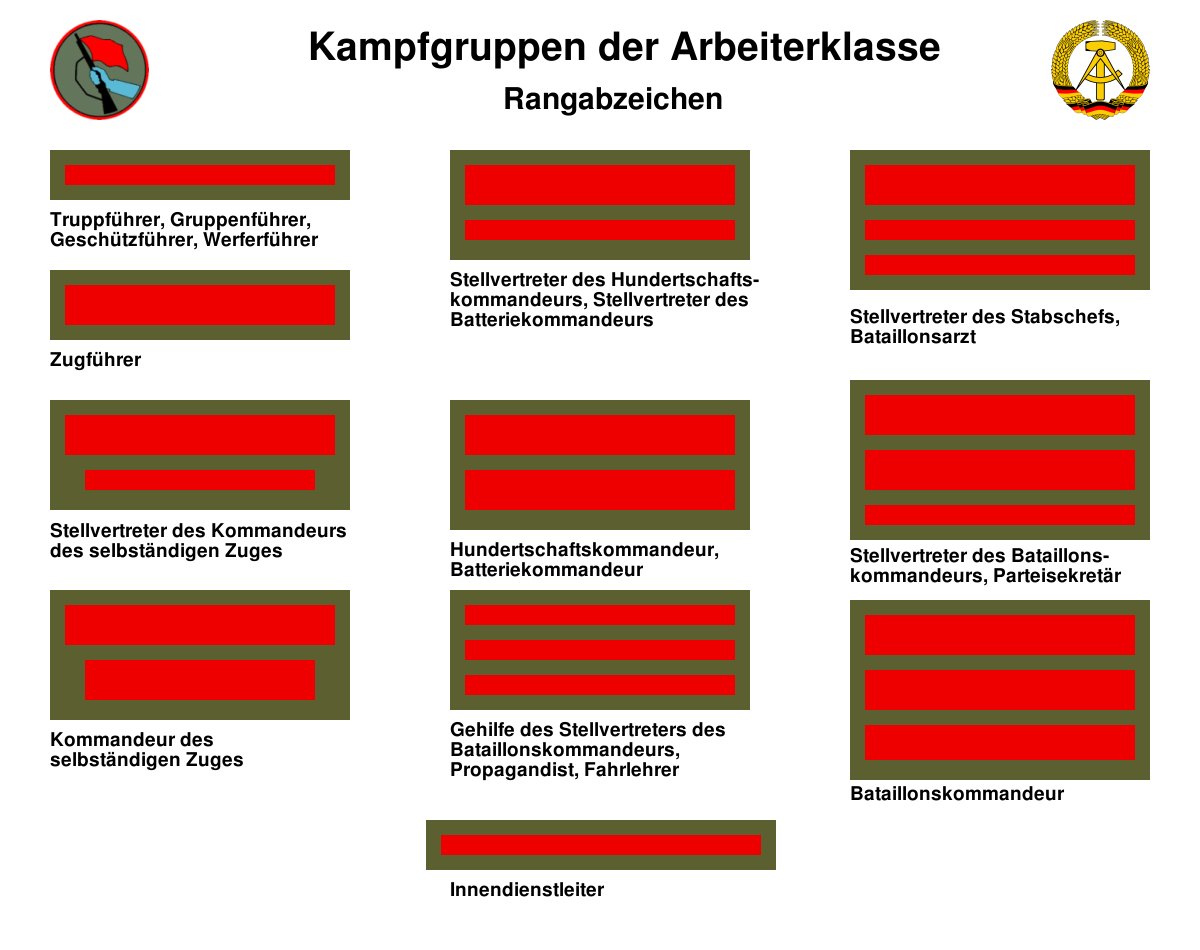
KdAの階級

制服は地上軍の戦闘服に似たものを使用しており、礼装として着用する場合には開襟して赤いネクタイを締める。戦闘帽は耳当てが付いた独特の形状のもので、帽章は国家人民軍と同様の円形章である。そのほか、弾帯や背嚢、鉄帽などの装備品は地上軍と同一のものを使用した。
階級章は制服の右腕に縫い付けられていた。一部の階級は職務によって呼称が異なる。
- Truppführer/Gruppenführer/Geschützführer/Werferführer - 分隊指揮官/集団指揮官/砲兵指揮官/迫撃砲兵指揮官
- Zugführer - 小隊長
- Stellvertreter des Kommandeurs des selbständigen Zuges - 副独立小隊長
- Kommandeur des selbständigen Zuges - 独立小隊長
- Stellvertreter des Hundertschaftskommandanten, Stellvertreter des Batteriekommandanten - 副中隊長/副砲兵中隊長
- Hundertschaftskommandeur, Batteriekommandeur - 中隊長/砲兵中隊長
- Gehilfe des Stellvertreters des Bataillonskommandeurs, Propagandist, Fahrlehrer - 副大隊長補/宣伝官/運転教官
- Stellvertreter des Stabschefs, Bataillonsarzt - 副幕僚長/大隊付医官
- Stellvertreter des Bataillonskommandeurs, Parteisekretär - 副大隊長/党書記
- Bataillonskommandeur - 大隊長
- Innendienstleiter - 週番士官

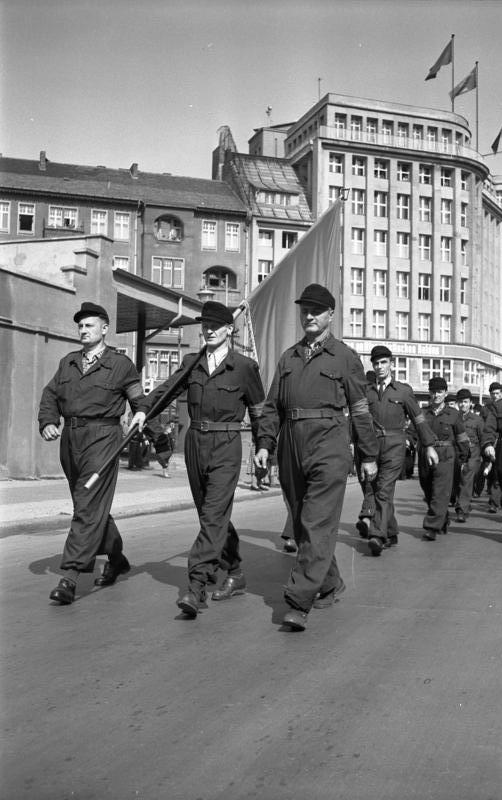
初期の制服。
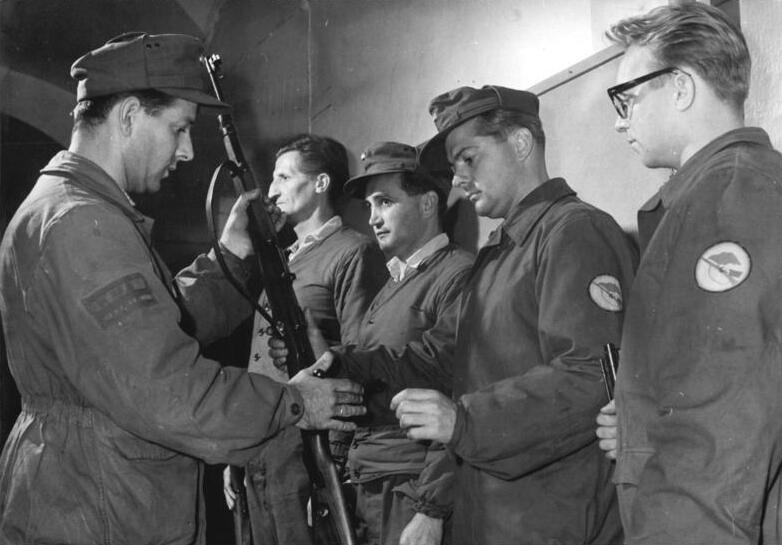
国境警備任務の折、隊員にK98小銃を支給する副中隊長。
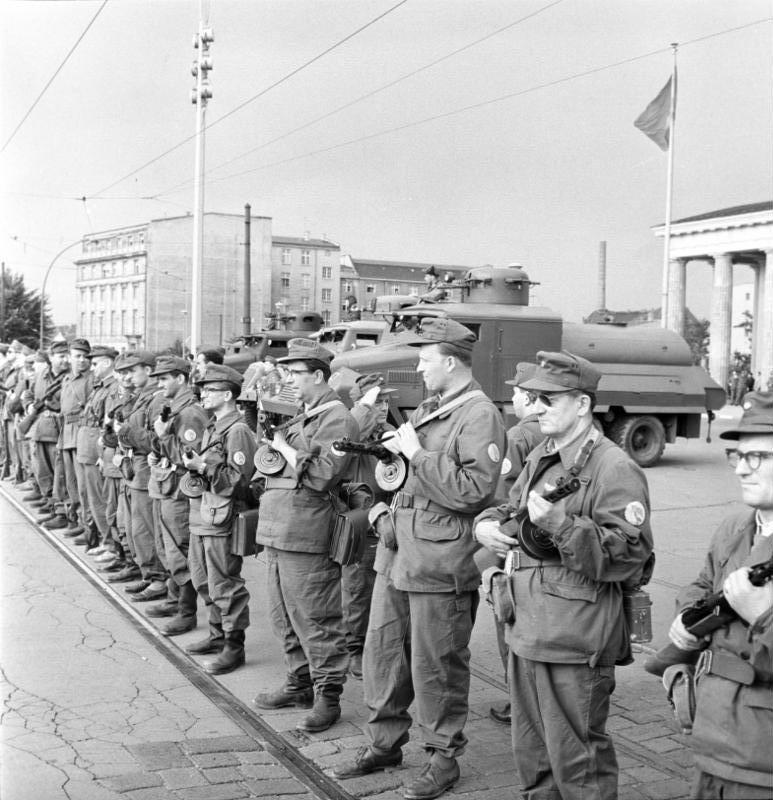
ベルリンの壁建設にあたって、警備のためブランデンブルク門の西側に整列したKdA隊員。背後にはSK-1装甲車やSK-2放水車も並ぶ。
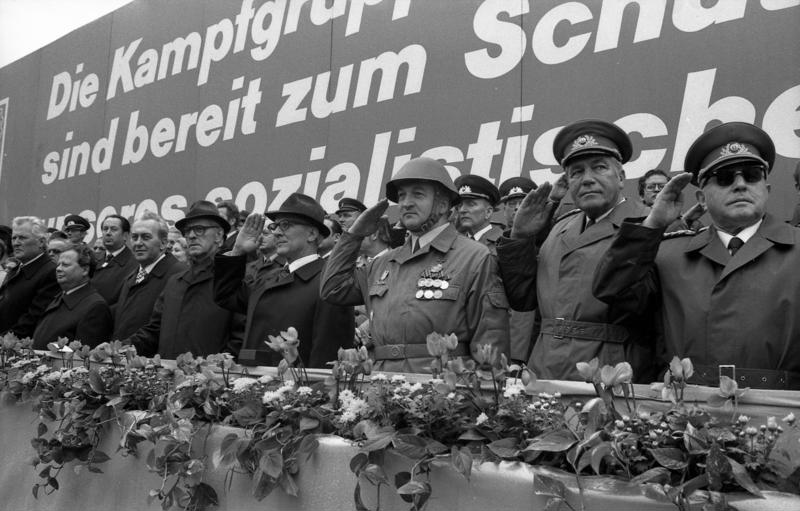
KdA司令官のカール・シュティングル（中央のヘルメットを被った人物）。左はエーリッヒ・ホーネッカーSED書記長、右はカール＝ハインツ・ホフマン国防相。